# Epidendrum praetervisum
Epidendrum praetervisum är en orkidéart som beskrevs av Heinrich Gustav Reichenbach. Epidendrum praetervisum ingår i släktet Epidendrum och familjen orkidéer. Inga underarter finns listade i Catalogue of Life.